# France Bernik
France Bernik, slovenski literarni zgodovinar, pisatelj in akademik, * 13. maj 1927, Zapuže pri Ljubljani, † 27. april 2020, Ljubljana.

## Življenjepis
Leta 1951 je diplomiral na Filozofski fakulteti Univerze v Ljubljani, kjer je bil nato asistent za slovensko literarno zgodovino na Oddelku za slovanske jezike in književnosti (pri prof. Antonu Slodnjaku) do leta 1957, ko je bil izključen iz univerze iz političnih razlogov in za tri leta in pol ostal brez zaposlitve. 
Leta 1960 je pridobil doktorat literarnih znanosti. Naslednje leto se je zaposlil pri Slovenski matici, kjer je bil tajnik, od 1964 pa tudi urednik založbe. Leta 1972 je postal znanstveni sodelavec, 1977 znanstveni svetnik Inštituta za literature pri Slovenski akademiji znanosti in umetnosti (zdaj Inštitut za slovensko literaturo in literarne vede ZRC SAZU), v katerem je vodil sekcijo za slovensko literarno zgodovino. Filozofska fakulteta UL ga je leta 1971 izvolila v nazivnega docenta, 1977 v izrednega in 1984 v rednega profesorja zgodovine slovenske književnosti. Po smrti Antona Ocvirka je leta 1981 prevzel urejanje Zbranih del slovenskih pesnikov in pisateljev (v tej zbirki je do leta 2010 pod njegovim uredništvom izšlo več kot 200 knjig; sam je uredil zbrano delo Simona Jenka, v souredništvu pa Ivana Cankarja in Janka Kersnika ter o prvih dveh prispeval tudi monografiji v zbirki monografij k zbranim delom, ki jo je usmerjal.
V letih 1967-96 je bil tudi član uredniškega odbora Slavistične revije in od 1986 sourednik zbirke Korespondence pomembnih Slovencev, ki izhaja pri SAZU. Objavil je več kot štiristo znanstvenih in strokovnih razprav in prispevkov v nacionalnih in mednarodnih revijah ter knjig.
Njegovo poglavitno znanstveno zanimanje je bila slovenska književnost 19. in 20. stoletja v evropskem kontekstu, predvsem pa delo Frana Levca, Simona Jenka in Ivana Cankarja. Med prvimi se je po drugi svetovni vojni obrnil proti pozitivizmu, proti sociološkim, ideološkim in drugim redukcionizmom. Pri razlagi poezije je uveljavil notranji pristop z imanentno interpretacijo, kasneje tudi novejše metode, pri raziskavah pripovedne proze pa dognanja sodobne narativistike. 
Bil je gostujoči profesor na univerzah v Celovcu, Trstu, Giessnu, Marburgu, Göttingenu, Münstru, Würzburgu, Mannheimu, Dresdnu, Trierju, Frankfurtu ob Majni, Innsbrucku, Bonnu, Dubrovniku itd.
Leta 1983 je postal dopisni (izredni) in 1987 redni član Slovenske akademije znanosti in umetnosti v razredu za filološke in literarne vede (1988-92 je bil tudi tajnik tega razreda, januarja 1992 pa je kot član ožjega predsedstva SAZU zamenjal Bratka Krefta). Med majem 1992 in 2002 je bil 3 mandate (en štiriletni in dva triletna) predsednik Slovenske akademije znanosti in umetnosti in v tem obdobju izpeljal njeno reorganizacijo s sprejetjem novega zakona o SAZU ter rehabilitacijo po 2. svetovni vojni izključenih članov (Franceta Vebra, Leonida Pitamica in Aleša Ušeničnika, medtem ko popolna rehabilitacija Riharda Zupančiča ni dobila dovolj podpore). SAZU je pod njegovim vodstvom začela bolj posegati v slovensko družbeno okolje in mednarodno znanstveno in kulturno izmenjavo, v članstvo pa je sprejela tudi nekatere dotlej iz nazorsko-političnih razlogov spregledane kandidate. Odmevni so bili nekateri njeni simpoziji, mdr. simpozij o Francetu Balantiču in Ivan Hribovšku, ki sta bila s tem kot dotlej politično sporna sprejeta v literarni kánon. Leta 1993 je postal redni član Evropske akademije znanosti in umetnosti in bil v letih 1996-2010 tudi član senata te ustanove. Leta 1994 je postal dopisni član Hrvaške akademije znanosti in umetnosti, leta 1999 redni član Mediteranske akademije (Neapelj), 2003 dopisni član Akademije znanosti v Göttingenu in redni član Leibniz – Sozietät (Berlin).
Junija 2003 ga je predsednik RS Janez Drnovšek imenoval za predsednika Komisije za odlikovanja, a je že decembra istega leta odstopil po nesoglasjih v zvezi z utemeljitvijo posmrtnega odlikovanja Jožetu Pučniku. 
Še za življenja so mu v avli v 1. nadstropju SAZU kot nekdanjemu predsedniku postavili doprsni kip avtorja Draga Tršarja, o njem pa je bil posnet tudi dokumentarni TV-film scenaristke in režiserke Helene Koder Franceta Bernika zvezdnato nebo (2002).
Njegov brat, Janez Bernik, je bil slikar in prav tako akademik.

## Dela (monografije)
- Lirika Simona Jenka. Ljubljana: Slovenska matica (1962) (COBISS)
- Fran Levec (1965)
- Cankarjeva zgodnja proza (1976)
- Simon Jenko (1979)
- Problemi slovenske književnosti (1980)
- Tipologija Cankarjeve proze (1983)
- Ivan Cankar – monografska študija (1987)
- Slovenska vojna proza 1941-1980 (soavtor Marjan Dolgan, 1988)
- Slowenische Literatur in Europäischen Kontext (1993)
- Študije o slovenski poeziji (1993)
- Ivan Cankar – Ein slowenischer Schriftsteller des europäischen Symbolismus (1997)
- Obzorja slovenske književnosti (1999)
- Spektrum ustvarjalnosti – Od umetnosti in kulture do znanosti (2004)
- Simon Jenko – monografija (2004)
- Slovenska akademija znanosti in umetnosti – od 1992 do 2002 (2005)
- Ivan Cankar – monografija (2006)
- Kronika mojega življenja I – II (spomini) (2012)
- Od književnosti do likovne umetnosti in glasbe (2015)
- Srečanja z Josipom Vidmarjem (2015)
- Janez Drnovšek (iz osebne perspektive) (2016)
- Janez Bernik (soavtor Milček Komelj, 2016)
- Predavatelj v Nemčiji (2016)
- Anton Slodnjak (2016)
- Anton Trstenjak (2016)
- Janez Milčinski (2017)
- Robert Blinc (2017)
- Raznoterosti (2017)

## O njem (monografije)
- Zbornik ob sedemdesetlenici Franceta Bernika, ZRC SAZU; Inštitut za slovensko literaturo in literarne vede, Ljubljana, 1997 (z življenjepisom-kronologijo in bibliografijo, ki jo je sestavil Jože Munda)
- Ob osemdesetlenici Franceta Bernika, Ljubljana, 2007, Založba ZRC, ZRC SAZU, Ljubljana, 2007 (uredila Igor Grdina in Oto Luthar; tudi avtorja vsebinskih prispevkov; vsebuje še Bibliografijo 1950-2007, ki jo je sestavil Martin Grum, Bernikov življenjepis kot kroniko, imensko kazalo in Enciklopedično informacijo o njem v slovenščini, angleščini in nemščini)
- V spomin akademiku Francetu Berniku, slovenskemu literarnemu zgodovinarju in humanistu (zbornik nekrologov, govorov ob njegovi smrti itd. z bibliografijo, ki jo je sestavila Mojca Uran), SAZU, 2021.

## Odlikovanja in priznanja
- nagrada Sklada Borisa Kidriča (1975)
- član SAZU (izredni/dopisni 1983, redni 1987)
- red dela z zlatim vencem (1987)
- Recherche de la Qualité Mednarodnega reda sv. Fortunata (Mainz, 1993)
- Zlata listina humanizma – Listina desetletja (Sarajevo, 1993)
- redni član Evropske akademije znanosti in umetnosti (Salzburg, 1993)
- ambasador Republike Slovenije v znanosti (1994)
- dopisni član Hrvaške akademije znanosti in umetnosti (1994)
- častni član Znanstvenoraziskovalnega centra SAZU (ZRC SAZU, 1995)
- legat Evropske akademije znanosti in umetnosti (Salzburg, 1995)
- priznanje Elektroinstituta Milana Vidmarja ?
- redni član Mednarodne akademije za energetiko (Sankt Peterburg, 1995)
- častni član Slavističnega društva Slovenije (1996)
- častni član Ameriškega biografskega instituta (Raleigh, 1996)
- Eques commendator ordinis sancti Gregorii Magni (papeško odlikovanje Red sv. Gregorija Velikega; 1996, Vatikan)
- Zlati častni znak svobode Republike Slovenije (1997)
- častni član Društva za slovenistične študije – Society for Slovene Studies (Seattle-Washington, 1997)
- redni član Mediteranske akademije (Neapelj, 1999).
- Zoisova nagrada za življenjsko delo na področju literarnih znanosti (1999)
- častni doktorat Univerze v Mariboru (2000)
- dopisni član Akademije znanosti v Göttingenu (2003)
- redni član Leibniz – Sozietät (Berlin)
- častni član SAZU (Slovenske akademije znanosti in umetnosti, 2003)
- častni meščan glavnega mesta Ljubljana (2005)
- velika nagrada odličnosti in mojstrstva (2005, Otočec-Novo mesto)
- častni senator Evropske akademije znanosti in umetnosti (Salzburg, 2010)
- avstrijski častni križ za znanost in umetnost I. reda (2010)
- priznanje Društva Rastoča knjiga (2015)
- zaslužni član Slovenske matice (2017)
- priznanje za življenjsko delo interdisciplinarnega doktorskega programa Ameriške študije Filozofske fakultete v Ljubljani in Centra za irske študije Inštututa za anglistiko in amerikanistiko na dunajski univerzi (2019)
- avstrijska nagrada?